# Zamek w Podiebradach
Zamek w Podiebradach (cz. Zámek Poděbrady) – zamek położony w Podiebradach, w Czechach. Jest to duża, dominująca nad uzdrowiskiem Podiebrady budowla, powstała w wyniku przebudowy pierwotnego zamku zbudowanego przez Przemysła Otokara II. Obecnie jest częścią miejskiego obszaru ochrony

## Historia
Drewniana twierdza pierwotnie stała w miejscu obecnego zamku. Zamek w Poděbradach został zbudowany przez nieznanego czeskiego księcia po 1108 roku. Król Przemysł Ottokar II zastąpił ją murowanym zamkiem, który stał się siedzibą książąt Podiebradów. Podebrady wchodziły w skład dóbr królewskich. Z wyjątkiem okresu 1345-1495, ten układ trwał do 1840 roku, kiedy to zamek Poděbrady I został sprzedany baronowi Jiri Sin. Król Jan Luksemburski oddał zamek we władanie Hynka z Lichtenburga w 1345, podczas gdy w 1350 roku córka Hynka Elżbieta (czes. Eliska z Lichtemburka) poślubiła Bočka I Poděbrady (zm. 1373), zamek wszedł w posiadanie rodziny Kunštát.